# Registro statale delle formazioni militari cosacche della Federazione Russa
Il Registro statale delle formazioni militari cosacche della Federazione Russa ricomprende tutti quei gruppi paramilitari Cosacchi che svolgono un pubblico ufficio/servizio, come definito dalla legge federale russa n. 154-FZ del 5 dicembre 2005: «Del servizio pubblico dei cosacchi di Russia».
In tempo di pace le mansioni svolte da queste formazioni cosacche sono principalmente legate alla conservazione, tutela e recupero delle foreste, educazione dei giovani secondo i valori patriottici e la preparazione per il servizio militare, l'assistenza durante calamità naturali, incidenti, incendi e stati di emergenza. Ci sono inoltre anche cosacchi adibiti a ruolo di polizia municipale. 
Attualmente la Federazione Russa riconosce undici eserciti (o meglio: ''armate'') cosacche, i loro membri hanno il diritto di indossare uniformi e segni distintivi, portare una frusta (la nagajka) e una spada (in alcuni casi, anche armi da fuoco). I gradi cosacchi più alti, a partire da esaul vengono assegnati da un alto rappresentante del Presidente, il grado di ''Generale cosacco'' viene assegnato dal presidente stesso. Gli altri gradi sono assegnati dai comandanti delle unità interessate.

## Storia
Il Registro statale delle società cosacche della Federazione Russa è stato creato in conformità con il decreto del Presidente della Federazione Russa del 9 agosto 1995 n. 835 come sistema per la registrazione delle società cosacche, i cui membri, secondo le modalità prescritte, hanno assunto obblighi di servizio pubblico, senza il diritto di creare associazioni paramilitari e formazioni armate.
Nonostante l'istituzione del registro statale delle società cosacche al più alto livello di governo, con decreti del Presidente della Federazione Russa, compresa l'approvazione dei relativi regolamenti, molti aspetti associati all'introduzione del registro non sono stati definiti per molto tempo e vennero specificati nella successiva Legge Federale della Federazione Russa del 5 dicembre 2005 n. 154 "Sul servizio statale dei cosacchi russi"; il registro costituisce "una risorsa informativa contenente informazioni sulle società cosacche", e i "cosacchi russi" sono riconosciuti come "cittadini della Federazione Russa membri delle società cosacche".
Inizialmente, la responsabilità della tenuta del registro statale era affidata al Ministero degli Affari nazionali e della Politica regionale della Federazione Russa.
Tali responsabilità furono successivamente assegnate a:
- Ministero delle Nazionalità e delle Relazioni Federali della Federazione Russa;
- Ministero della Federazione e delle Nazionalità della Federazione Russa[5];
- Servizio di registrazione federale;
- Ministero della Giustizia della Federazione Russa.

## Caratteristiche del servizio pubblico delle società cosacche
Solo le società cosacche registrate come tali e iscritte nel registro statale delle società cosacche hanno il diritto di essere coinvolte nel servizio pubblico. Le associazioni pubbliche di cosacchi e altre organizzazioni commerciali e senza scopo di lucro non hanno il diritto di svolgere un servizio pubblico.[8]
Le tipologie di servizio pubblico in cui sono coinvolti i cosacchi russi sono determinate dal decreto del governo della Federazione Russa del 26 febbraio 2010 n. 93; tipologie di servizio pubblico includono:
- organizzazione e mantenimento della registrazione militare dei membri delle società cosacche, organizzazione dell'educazione militare-patriottica dei coscritti, loro preparazione al servizio militare e addestramento non militare dei membri delle società cosacche durante la loro permanenza nella riserva;
- prevenzione e risposta a situazioni di emergenza e soccorso in caso di calamità, difesa civile e territoriale, attuazione di misure di tutela ambientale;
- mantenimento dell'ordine pubblico, garanzia della sicurezza ambientale e antincendio, protezione del confine di stato della Federazione Russa, lotta al terrorismo;
- protezione della fauna selvatica;
- protezione delle foreste;
- protezione delle strutture di supporto vitale per la popolazione;
- protezione dei beni di proprietà statale e comunale;
- tutela dei siti del patrimonio culturale.

Le società cosacche sono coinvolte nella fornitura di questi tipi di servizi concludendo accordi appropriati con le autorità esecutive interessate

## Elenco dei gruppi militari cosacchi registrati
| Scudetto omerale portato sul braccio destro | Nome                                                        | Colori / uniforme | Indirizzo | Legislazione                                                                |
|                                             | Cosacchi del Volga (Волжское казачье войско)                |                   | stato maggiore a Samara 53°11′09.47″N 50°06′44.96″E (www.kazak-volga.ru) – sito ufficiale                                                       | Decreto del presidente della Federazione Russa dell'11 giugno 1996 no 308-p |
|                                             | Cosacchi siberiani (Сибирское казачье войско)               |                   | stato maggiore a Omsk 55°00′34.25″N 73°20′19.31″E (www.skv-vko.narod.ru) – sito ufficiale                                                       | Decreto del presidente della Federazione Russa del 12 febbraio 1997 no 95   |
|                                             | Cosacchi della Transbaikalia (Забайкальское казачье войско) |                   | stato maggiore a Čita 52°01′42.37″N 113°30′29.97″E sito ufficiale                                                                               | Decreto del presidente della Federazione Russa del 12 febbraio 1997 no 96   |
|                                             | Cosacchi del Terek (Терское казачье войско)                 |                   | stato maggiore a Stavropol 45°03′22.32″N 41°59′53.6″E (www.terkv.ru) – sito ufficiale                                                           | Decreto del presidente della Federazione Russa del 12 febbraio 1997 no 97   |
|                                             | Cosacchi dell'Ussuri (Уссурийское казачье войско)           |                   | stato maggiore a Vladivostok 43°06′56.24″N 131°52′59.39″E (www.kazaki-ukv.ru) – sito ufficiale Archiviato l'11 giugno 2013 in Internet Archive. | Decreto del presidente della Federazione Russa del 17 giugno 1997 no 611    |
|                                             | Cosacchi del Don (Всевеликое войско Донское)                |                   | stato maggiore a Novočerkassk 47°25′15.7″N 40°05′36.88″E (www.russiancossacks.ru) – sito ufficiale                                              | Decreto del presidente della Federazione Russa del 17 giugno 1997 no 612    |
|                                             | Cosacchi dello Jenissei (Енисейское казачье войско)         |                   | stato maggiore a Krasnojarsk 56°02′50.27″N 92°56′17.66″E (www.eniseycossacks.ru) – sito ufficiale                                               | Decreto del presidente della Federazione Russa del 17 giugno 1997 no 613    |
|                                             | Cosacchi d'Orenburg (Оренбургское казачье войско)           |                   | stato maggiore a Orenburg 51°47′08.09″N 55°04′40.35″E (www.ataman-ovko.ru) – sito ufficiale                                                     | Decreto del presidente della Federazione Russa del 29 marzo 1998 no 308     |
|                                             | Cosacchi del Kuban (Кубанское казачье войско)               |                   | stato maggiore a Krasnodar 45°01′02.95″N 38°57′57.7″E (www.slavakubani.ru) – sito ufficiale                                                     | Decreto del presidente della Federazione Russa del 24 aprile 1998 no 448    |
|                                             | Cosacchi d'Irkutsk (Иркутское казачье войско)               |                   | stato maggiore a Irkutsk 52°17′24.79″N 104°16′49.56″E (www.irkv.ru) – sito ufficiale                                                            | Decreto del presidente della Federazione Russa del 4 maggio 1998 no 489     |
|                                             | Cosacchi del centro (Центральное казачье войско)            |                   | stato maggiore a Mosca 55°44′05.76″N 37°24′35.62″E (www.ckwrf.ru) – sito ufficiale Archiviato l'11 gennaio 2016 in Internet Archive.            | Decreto del presidente della Federazione Russa del 17 giugno 1997 no 574    |

## Distintivi
I distintivi per controspallina dei cosacchi registrati riprendono il disegno di quelle dell'armata imperiale russa e differiscono da quelle in vigore nell'armata russa moderna.
| Mostrina da uniforme ordinaria |                 |                       |                                |                   |                                  |                                   |                       |                                    |
| Grado cosacco                  | cosacco (казак) | appuntato (приказный) | vice guardia (младший урядник) | guardia (урядник) | guardia scelta (старший урядник) | vicebrigadiere (младший вахмистр) | brigadiere (вахмистр) | brigadiere capo (старший вахмистр) |
| Mostrina da campagna           |                 |                       |                                |                   |                                  |                                   |                       |                                    |

| Mostrina da uniforme ordinaria |                            |                    |                     |                      |                  |                                         |                                |                                         |
| Grado cosacco                  | sottotenente (подхорунжий) | tenente (хорунжий) | 1º tenente (сотник) | capitano (подъесаул) | maggiore (есаул) | tenente colonnello (войсковой старшина) | colonnello (казачий полковник) | generale dei cosacchi (казачий генерал) |
| Mostrina da campagna           |                            |                    |                     |                      |                  |                                         |                                |                                         |